# Breach of Trust
Breach of Trust es una película camerunesa de 2017 con un elenco de actores del Reino Unido, Camerún y Nigeria que explora las percepciones del incesto como tabú y las opiniones de los perpetradores. Fue producida por Roseline Fonkwa.

## Sinopsis
Dos familias intentan llevar una vida normal, a pesar del abuso sexual cometido por los padres en perjuicio de sus hijas. Explora cómo percibimos el incesto como un tabú, en lugar de abordarlo y lidiar con él, haciendo frente a los abusadores para romper el ciclo de abusos.

## Elenco
- Chris Allen como el alcalde de Londres
- Princesa Brun Njua como Oler Array
- Gelam Dickson como el Sr. Tabi
- Mirabelle Ade como la mamá de Enanga
- Epule Jeffrey como Paul Achang
- Susan Kempling Oben como la Sra. Tabi
- Martha Muambo como Enanga Achang
- Whitney Raine como Young Array

## Lanzamiento
Se estrenó el 9 de junio de 2017.

## Recepción
Se estrenó en los Odeon Cinemas Greenwich de Londres. El sitio web de celebridades fabafriq la describió como «una película revolucionaria ambientada para cambiar el rostro de la industria cinematográfica de Camerún». También fue estrenada en Duala el 21 de octubre de 2017.